# Речов
Речов (нім. Retschow) — громада в Німеччині, розташована в землі Мекленбург-Передня Померанія. Входить до складу району Росток. Складова частина об'єднання громад Бад-Доберан-Ланд.
Площа — 18,82 км2. Населення становить 951 ос. (станом на 31 грудня 2020).